# Знахар (филм, 1981)
Вижте пояснителната страница за други значения на Знахар.
„Знахар“ (на полски: Znachor) е полски драматичен филм от 1981 г., на режисьора Йежи Хофман. Сценарият е написан въз основа на романа на Тадеуш Доленга-Мостович под същото заглавие. Премиерата на филма е на 12 април 1981 г. в Полша.

## В ролите
| Актьор                | Роля                           |
| --------------------- | ------------------------------ |
| Йежи Бинчицки         | проф. Рафал Вилчур             |
| Анна Димна            | Мария Йоланта Вилчур           |
| Томаш Стокингер       | граф Лешек Чински              |
| Бернард Ладиш         | милър Прокоп                   |
| Пьотър Фрончевски     | проф. Добранецки               |
| Пьотър Грабовски      | Зенек                          |
| Артур Барчиш          | Василко, син на Прокоп         |
| Анджей Копичински     | лекър Павлицки                 |
| Стефан Паска          | Виталис, ратай на Прокоп       |
| Ирена Буравска        | съпруга на Прокоп              |
| Аркадюш Базак         | прокуратор                     |
| Йежи Блок             | Кундейко, адвокат              |
| Кажимеж Ивински       | адвокат                        |
| Войчех Пилярски       | адвокат                        |
| Анджей Крашицки       | съдия                          |
| Богуслав Сохнацки     | кръчмар                        |
| Анджей Шалявски       | председател на Съда            |
| Влоджимеж Адамски     | колега на Зенек                |
| Янина Боронска-Лонгва | дъщеря на Прокоп               |
| Божена Дикел          | Сония, снаха на Прокоп         |
| Игор Шмяловски        | граф Чински, баща на Лешек     |
| Марич Хомерска        | графиня Чинска, майка на Лешек |
| Йежи Трела            | Самуел Обеджински              |
| Юлюш Лисовски         | иконом на Вилчур               |
| Войчех Загурски       | иконом на Чински               |
| Тадеуш Станкевич      | бандит в кръчма                |
| Юзеф Гшешчак          | жител на Радлишки              |